# Canzoniere di Isabella d'Este
Il Canzoniere di Isabella d'Este è una raccolta manoscritta  di 123 composizioni di musica profana (o chansons) scritta, fra 1480 e 1490, per le sue nozze con Francesco II Gonzaga.

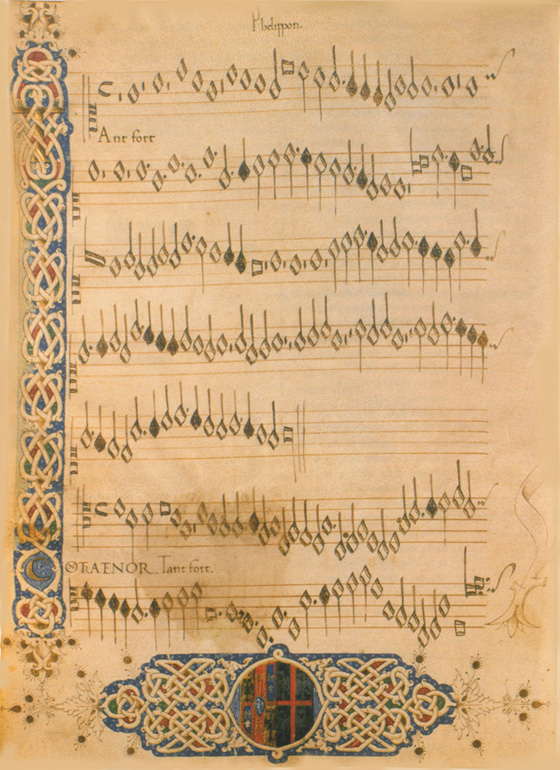
Il Canzoniere di Isabella d'Este

Questo manoscritto (Ms. 2856) elegante e membranaceo conservato presso la  Biblioteca Casanatense di Roma è una delle testimonianze più rappresentative della vita musicale di una raffinata corte rinascimentale del Quattrocento. Gli stemmi della famiglia d´Este di Ferrara e Gonzaga di Mantova sono ambedue inseriti nella decorazione miniata alla c. 3v.
Scritto quasi tutto in lingua francese  e composto a tre voci e quattro voci, il Canzoniere è stato creato dai più importanti compositori della scuola franco fiamminga del periodo 1460-1480.
Nel corso della sua storia, il manoscritto appartenne anche al compositore Giuseppe Ottavio Pitoni. Nel 1844 la Casanatense ne ricevette la donazione per lascito testamentario della collezione musicale di Giuseppe Baini.